# Igor Marenić
Igor Marenić est un skipper croate né le 2 janvier 1986 à Mali Lošinj. Il a remporté avec Šime Fantela la médaille d'or du 470 masculin aux Jeux olympiques d'été de 2016 à Rio de Janeiro.